# Teorema integrale di Cauchy
Il teorema integrale di Cauchy è un teorema di analisi complessa.

## Enunciato
Il teorema integrale di Cauchy afferma che data una funzione olomorfa {\textstyle f:A\to \mathbb {C} }, definita su un dominio {\textstyle A} semplicemente connesso, per ogni curva chiusa e regolare a tratti
{\displaystyle \gamma :[0,1]\to A,}
vale l'equazione
{\displaystyle \oint _{\gamma }f(z)\mathop {\mathrm {d} z} =0.}

## Dimostrazione
Sappiamo dalla teoria dell'integrazione complessa che l'integrale di {\textstyle f(z)} è dato da:
{\displaystyle \oint _{\gamma }f(z)\mathop {\mathrm {d} z} =\oint _{\gamma }[u(x,y)\mathop {\mathrm {d} x} -v(x,y)\mathop {\mathrm {d} y} ]+i\oint _{\gamma }[v(x,y)\mathop {\mathrm {d} x} +u(x,y)\mathop {\mathrm {d} y} ],}
e sfruttando la formula di Gauss - Green si ottiene:
{\displaystyle \oint _{\gamma }f(z)\ dz=\iint _{E}\left[-{\frac {\partial v(x,y)}{\partial x}}-{\frac {\partial u(x,y)}{\partial y}}\right]\mathop {} \!\mathrm {d} x\mathop {} \!\mathrm {d} y+i\iint _{E}\left[{\frac {\partial u(x,y)}{\partial x}}-{\frac {\partial v(x,y)}{\partial y}}\right]\mathop {\mathrm {d} x} \mathop {\mathrm {d} y} =0;}
dove {\displaystyle E} è la regione interna a {\displaystyle \gamma }. Infatti poiché {\displaystyle f(z)} è olomorfa, valgono le equazioni di Cauchy-Riemann:
{\displaystyle u_{x}=v_{y}\qquad u_{y}=-v_{x},}
che annullano gli integrandi, da cui la tesi.
In termini di forme differenziali si può anche dire che la forma differenziale:
{\displaystyle f(z)\ dz=\left[u(x,y)\ dx-v(x,y)\ dy\right]+i\cdot \left[v(x,y)\ dx+u(x,y)\ dy\right].}
è una forma differenziale chiusa se valgono le condizioni di Cauchy-Riemann ed esatta se il dominio è semplicemente connesso.
Il teorema continua a valere per domini in cui la curva {\displaystyle \gamma } sia il contorno del dominio semplicemente connesso. Inoltre se il dominio non è semplicemente connesso (si veda generalizzazione sotto) ma è costituito da curve regolari a tratti il teorema continua a valere ma bisogna dare un'orientazione al verso di percorrenza, per convenzione il dominio deve rimanere sempre a sinistra mentre si percorrono le curve.
Questa dimostrazione, che fa uso della formula di Gauss-Green, richiede la continuità delle derivate parziali prime. Di seguito vediamo la dimostrazione di Edouard Goursat, che non necessita l'ipotesi della continuità delle derivate prime. Per questo motivo il teorema di Cauchy viene detto anche teorema di Cauchy-Goursat.

## Dimostrazione di Goursat

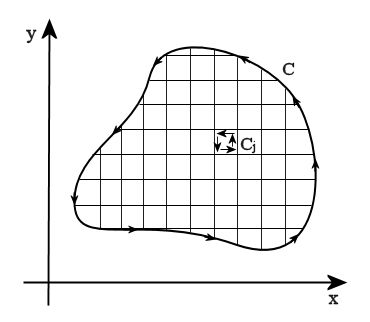
Percorso per la dimostrazione di Goursat del teorema di Cauchy

La dimostrazione si divide in due parti: nella prima si dimostra il teorema nell'ipotesi che la curva {\displaystyle C} sia una poligonale, nella seconda si usa il risultato della prima per dimostrare il teorema per una generica curva regolare a tratti. 

### Parte 1: curva poligonale
Dapprima notiamo che una poligonale si può sempre decomporre in triangoli e dato che essendo i percorsi sempre in senso antiorario gli integrali sui lati in comune tra due triangoli (cioè quelli interni alla poligonale) si elidono, allora la tesi della prima parte è equivalente al fatto che per ogni triangolo {\displaystyle \Delta \subset A} si ha 
{\displaystyle \oint _{\partial \Delta }f(z)\,dz=0}
Consideriamo allora un generico triangolo {\displaystyle \Delta _{0}\subset A} e sia 
{\displaystyle M=\left|\oint _{\partial \Delta _{0}}f(z)dz\right|}.
Costruiamo quattro sottotriangoli {\textstyle \Delta _{0}^{(i)},\ \ \ i\in \{1,2,3,4\}} unendo i punti medi di {\displaystyle \Delta _{0}}. Per costruzione le lunghezze dei perimetri valgono tutte {\textstyle {\frac {l_{0}}{2}}} dove {\displaystyle l_{0}} è la lunghezza del perimetro del triangolo iniziale. Inoltre dato che (come detto prima) gli integrali sui lati in comune si elidono:
{\displaystyle {\begin{aligned}M&=\left|\oint _{\partial \Delta _{0}}f(z)dz\right|\\&=\left|\sum _{i=1}^{4}\oint _{\partial \Delta _{0}^{(i)}}f(z)dz\right|\\&\leq \sum _{i=1}^{4}\left|\oint _{\partial \Delta _{0}^{(i)}}f(z)dz\right|\end{aligned}}}
Quindi   
{\displaystyle \exists i\in {1,2,3,4}\ \ \ t.c.\left|\oint _{\partial \Delta _{0}^{(i)}}f(z)dz\right|\geq {\frac {M}{4}}},
e poniamo allora {\displaystyle \Delta _{1}=\Delta _{0}^{(i)}}. Procediamo analogamente su {\displaystyle \Delta _{1}} costruendo un triangolo {\displaystyle \Delta _{2}} tale che {\textstyle l_{2}={\frac {l_{0}}{2^{2}}}} e   
{\displaystyle \left|\oint _{\partial \Delta _{2}}f(z)dz\right|\geq {\frac {M}{4^{2}}}}
Iterando costruiamo una successione di triangoli {\displaystyle \Delta _{0}\supset \Delta _{1}\supset \cdots \supset \Delta _{n}\supset \Delta _{n+1}\supset \cdots } tali che {\displaystyle l_{n}={\frac {l_{0}}{2^{n}}}} e inoltre
{\displaystyle \left|\oint _{\partial \Delta _{n}}f(z)dz\right|\geq {\frac {M}{4^{n}}}}.
Essendo le chiusure dei triangoli insiemi compatti la loro intersezione non è vuota.
Cioè esiste un punto {\displaystyle z_{0}\in {\bar {\Delta }}_{n}\quad \forall n=0,1,2,\dots } . Ora la derivabilità in {\displaystyle z_{0}} implica che 
{\displaystyle \exists \eta (z){\text{ t.c. }}\forall \epsilon \in \mathbb {R} \quad \exists \delta {\text{ t.c. }}{\begin{cases}&|z-z_{0}|<\delta \rightarrow |\eta (z)|<\epsilon \\&{\dfrac {f(z)-f(z_{0})}{z-z_{0}}}-f'(z_{0})=\eta (z)\end{cases}}}
e cioè 
{\displaystyle f(z)=\eta (z)(z-z_{0})+f'(z_{0})(z-z_{0})+f(z_{0})}.
Ora è chiaro che è possibile scegliere {\displaystyle n} abbastanza grande così che {\displaystyle \Delta _{n}\subset B(z_{0},\delta )}. Infatti è sufficiente scegliere {\displaystyle n} tale che {\displaystyle l_{n}<\delta }. Allora dato che è facile mostrare che l'integrale di ogni costante o di ogni funzione lineare su una linea chiusa è zero vale
{\displaystyle {\begin{aligned}\oint _{\partial \Delta _{n}}f(z)dz&=\oint _{\partial \Delta _{n}}f'(z_{0})(z-z_{0})+\eta (z)(z-z_{0})+f(z_{0})dz\\&=\oint _{\partial \Delta _{n}}\eta (z)(z-z_{0})dz\end{aligned}}}
Da cui segue che
{\displaystyle {\begin{aligned}{\frac {M}{4^{n}}}&\leq \left|\oint _{\partial \Delta _{n}}f(z)dz\right|\\&=\left|\oint _{\partial \Delta _{n}}\eta (z)(z-z_{0})dz\right|\\&\leq \epsilon \max _{z\in \partial \Delta _{n}}|z-z_{0}|l_{n}\\&\leq \epsilon l_{n}^{2}\\&=\epsilon {\frac {l_{0}^{2}}{4^{n}}}\end{aligned}}}
ma allora {\displaystyle M\leq \epsilon l_{0}^{2}} e dall'arbitrarietà di {\displaystyle \epsilon } segue {\displaystyle M=0}, cioè {\textstyle \oint _{\partial \Delta _{0}}f(z)dz=0} che è la tesi della prima parte. 

### Parte 2: curva generica
Ora si consideri una generica curva {\displaystyle C}. Dato {\displaystyle \rho >0} si consideri l'insieme {\displaystyle E=\{z\in A:d(z,C)=\inf _{\zeta \in C}d(\zeta ,z)\leq \rho \}}, che essendo compatto fornisce la possibilità di restringere {\displaystyle f} a {\displaystyle E} essendo su di esso uniformemente continua. Cioè 
{\displaystyle \forall \epsilon >0\quad \exists \delta >0:|z_{1}-z_{2}|<\delta \rightarrow |f(z_{1})-f(z_{2})|<\epsilon }
se {\displaystyle z_{1},z_{2}\in E}. 
Siano allora  
{\displaystyle z_{1},z_{2},\ldots ,z_{n}\in C\ {\text{ t.c. }}\ L_{k}<\min\{\delta ,\rho \}}
dove {\displaystyle L_{k}} è la lunghezza dell'arco congiungente {\displaystyle z_{k}} e {\displaystyle z_{k-1}}, e sia {\displaystyle P_{k}} il segmento congiungente {\displaystyle z_{k}} e {\displaystyle z_{k-1}}.  
Allora {\textstyle P=\bigcup _{k=1}^{n}P_{k}} è una poligonale contenuta in {\displaystyle E}.  Infatti 
{\displaystyle z\in P\rightarrow \exists k\in \{1,\ldots ,n\}:z\in P_{k}\rightarrow d(z,C)=\inf _{\zeta \in C}d(z,\zeta )\leq d(z,z_{k})\leq d(z_{k},z_{k-1})\leq \rho \rightarrow z\in E}
ma allora se {\displaystyle \zeta _{1},\zeta _{2}\in P_{k}} vale  {\displaystyle |f(\zeta _{1})-f(\zeta _{2})|<\epsilon } per l'uniforme continuità . 
Denotiamo ora con {\displaystyle C_{k}\subset C} l'arco di {\displaystyle C} sotteso da {\displaystyle P_{k}}. Ora notando che essendo {\displaystyle f(z_{k})} una costante vale
{\displaystyle \oint _{C_{k}}f(z_{k})dz=\oint _{P_{k}}f(z_{k})dz}
e dal fatto che l'integrale sulla poligonale è nullo per il punto precedente vale la seguente catena di disuguaglianze:
{\displaystyle {\begin{aligned}\left|\oint _{C}f(z)dz\right|&=\left|\oint _{C}f(z)dz-\oint _{P}f(z)dz\right|\\&=\left|\sum _{k=1}^{n}\left(\oint _{C_{k}}f(z)dz-\oint _{P_{k}}f(z)dz\right)\right|\\&\leq \sum _{k=1}^{n}\left|\oint _{C_{k}}f(z)dz-\oint _{P_{k}}f(z)dz\right|\\&=\sum _{k=1}^{n}\left|\oint _{C_{k}}f(z)-f(z_{k})dz-\oint _{P_{k}}f(z)-f(z_{k})dz\right|\\&\leq \sum _{k=1}^{n}\left(\left|\oint _{C_{k}}f(z)-f(z_{k})dz\right|+\left|\oint _{P_{k}}f(z)-f(z_{k})dz\right|\right)\\&\leq \sum _{k=1}^{n}\left(\epsilon \oint _{C_{k}}|dz|+\epsilon \oint _{P_{k}}|dz|\right)\\&\leq 2\epsilon \oint _{P}|dz|\end{aligned}}}
La tesi segue dunque dall'arbitrarietà di {\displaystyle \epsilon }.

## Corollari

### Curve con gli stessi estremi
Sia {\textstyle f\colon A\to \mathbb {C} } una funzione olomorfa definita su un dominio {\textstyle A} semplicemente connesso. Se {\textstyle \gamma _{1},\gamma _{2}} sono due curve regolari a tratti in {\displaystyle A} che congiungono due punti {\displaystyle P} e {\textstyle Q}, allora:
{\displaystyle \int _{\gamma _{1}}f(z)\mathop {\mathrm {d} z} =\int _{\gamma _{2}}f(z)\mathop {\mathrm {d} z} .}
In altre parole, l'integrale su una curva dipende solo dagli estremi. 

#### Dimostrazione
Sia {\displaystyle \gamma } la curva chiusa ottenuta concatenando {\displaystyle \gamma _{1}} e {\displaystyle \gamma _{2}}, quest'ultima percorsa in senso inverso. Per il teorema di Cauchy:
{\displaystyle \oint _{\gamma }f(z)\mathop {\mathrm {d} z} =\left(\int _{\gamma _{1}}-\int _{\gamma _{2}}\right)f(z)\mathop {\mathrm {d} z} =0,}
ovvero
{\displaystyle \int _{\gamma _{1}}f(z)\mathop {\mathrm {d} z} =\int _{\gamma _{2}}f(z)\mathop {\mathrm {d} z} .}

### Esistenza di una primitiva
Ogni funzione olomorfa
{\displaystyle f\colon A\to \mathbb {C} ,}
definita su un aperto semplicemente connesso {\displaystyle A} ammette una primitiva {\displaystyle F}. Esiste cioè una funzione olomorfa
{\displaystyle F\colon A\to \mathbb {C} ,}
tale che {\displaystyle F'(z)=f(z)} per ogni {\displaystyle z} in {\displaystyle A}.

#### Dimostrazione
La funzione {\displaystyle F} è definita nel modo seguente. Si fissa un punto {\displaystyle z_{0}} di {\displaystyle A} e si pone
{\displaystyle F(z):=\int _{\delta _{z}}f(\zeta )\mathop {\mathrm {d} \zeta } ,}
per una qualsiasi curva regolare {\displaystyle \delta _{z}} in {\displaystyle A} che collega {\displaystyle z_{0}} a {\displaystyle z}. Per il risultato precedente {\displaystyle F(z)} non dipende dall'arco {\displaystyle \delta _{z}} ed è quindi ben definita.
La funzione {\displaystyle F} è effettivamente olomorfa e la sua derivata è proprio {\displaystyle f}. Ciò può essere verificato nel modo seguente:
{\displaystyle \lim _{h\to 0}{\frac {F(z+h)-F(z)}{h}}=\lim _{h\to 0}{\frac {1}{h}}\left(\int _{\delta _{z+h}}f(\zeta )\mathop {\mathrm {d} \zeta } -\int _{\delta _{z}}f(\zeta )\mathop {\mathrm {d} \zeta } \right).}
Prendendo come {\displaystyle \delta _{z+h}} il concatenamento di una {\displaystyle \delta _{z}} qualsiasi e di una piccola curva {\displaystyle \gamma _{h}} che congiunge {\displaystyle z} e {\displaystyle z+h}, ciò è equivalente a
{\displaystyle \lim _{h\to 0}{\frac {1}{h}}\int _{\gamma _{h}}f(\zeta )\mathop {\mathrm {d} \zeta } =f(z).}

## Generalizzazione del teorema di Cauchy

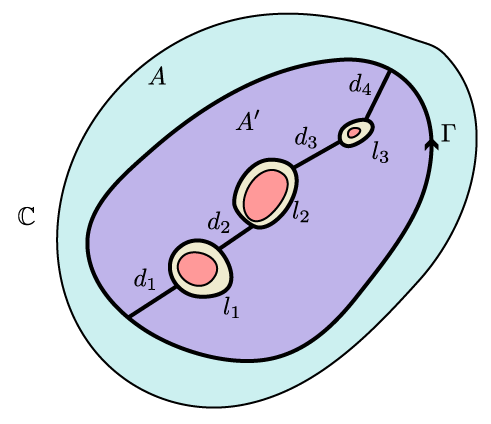
Dominio multiplamente connesso per la generalizzazione del teorema integrale di Cauchy

Il teorema integrale di Cauchy può essere generalizzato anche a domini a connessione multipla: data {\displaystyle f(z)} analitica in un dominio {\displaystyle A} (in azzurro) qualsiasi con all'interno (in rosso in figura) zone non appartenenti a tale dominio. Tracciamo una curva orientata {\displaystyle \Gamma } interna ad {\displaystyle A} ma che contiene tutte le zone disconnesse {\displaystyle A'} (in viola) e intorno a queste tracciamo delle curve {\displaystyle l_{1},l_{2},l_{3}} unite alla curva {\displaystyle \Gamma } da {\displaystyle d_{1},d_{2},d_{3},d_{4}}. Tutte le curve sono percorse in modo da lasciare a sinistra il dominio (in viola). Allora:
{\displaystyle {\begin{aligned}\oint _{\Gamma }f(z)\mathop {\mathrm {d} \zeta } &+\sum _{i=1}^{4}\int _{d_{i}}f(z)\mathop {\mathrm {d} \zeta } +\\\sum _{j=1}^{3}\int _{-l_{i}}f(z)\mathop {\mathrm {d} \zeta } &-\sum _{i=1}^{4}\int _{d_{i}}f(z)\mathop {\mathrm {d} \zeta } =0.\end{aligned}}}
Poiché le curve {\displaystyle d_{i}} vengono percorse nei due sensi si annullano, mentre le curve {\displaystyle l_{i}} vengono percorse in senso inverso a {\displaystyle \Gamma }. Quindi:
{\displaystyle \oint _{\Gamma }f(z)\mathop {\mathrm {d} z} +\sum _{j=1}^{3}\int _{-l_{i}}f(z)\mathop {\mathrm {d} z} =0,}
cioè:
{\displaystyle \oint _{\Gamma }f(z)\mathop {\mathrm {d} z} =\sum _{i=0}^{3}\oint _{l_{i}}f(z)\mathop {\mathrm {d} z} }
In questo modo può essere generalizzato il teorema integrale di Cauchy su domini a connessione multipla.